# Carl Lovsted
Carl Martin Lovsted, Jr. (4. april 1930 - 8. november 2013) var en amerikansk roer.
Lovsted var med i den amerikanske firer med styrmand, der vandt bronze ved OL 1952 i Helsinki. Al Ulbrickson, Richard Wahlstrom, Matt Leanderson og styrmand Al Rossi udgjorde resten af besætningen. Der deltog i alt 17 lande i disciplinen, hvor Tjekkoslovakiet vandt guld, mens Schweiz tog sølvmedaljerne. Det var den eneste udgave af OL han deltog i.

## OL-medaljer
- 1952:  Bronze i firer med styrmand